# Industriële organisatie
Industriële organisatie of industriële economie is de tak van de economische wetenschappen die het strategische gedrag van ondernemingen, de structuur van markten en hun wisselwerkingen bestudeert. Het woord "industrie" moet worden opgevat in ruime zin, dus met inbegrip van de primaire en tertiaire sector.
Industriële organisatie vertrekt van het model van volmaakte mededinging en voegt daaraan elementen toe uit de reële wereld, zoals beperkte informatie, transactiekosten, de kost van een prijsaanpassing, overheidsoptreden en belemmeringen voor de toetreding van nieuwe marktdeelnemers. Ze bestudeert hoe ondernemingen georganiseerd zijn en met elkaar wedijveren. Een nauwkeuriger benaming is "de economie van onvolmaakte mededinging."
De ontwikkeling van de industriële organisatie als afzonderlijk onderzoeksdomein is veel verschuldigd aan Edward Chamberlin, Edward S. Mason en Joe S. Bain.
Er bestaan twee hoofdbenaderingen van de studie van industriële organisatie: de eerste is vooral beschrijvend, en verschaft een overzicht. De tweede is de theorie der prijsvorming en gebruikt micro-economische modellen om het gedrag van ondernemingen en de structuur van markten te verklaren.

## Structuur, gedrag, prestatie = SGP
De structuur-gedrag-prestatie-benadering (en: Structure-conduct-performance approach) stelt dat de mate waarin een industrie welvaart oplevert voor de consument, afhangt van het gedrag van de betrokken ondernemingen. Dat gedrag hangt op zijn beurt af van de marktstructuur, dus van de factoren die de competitiviteit van de markt bepalen. De marktstructuur volgt uit basisvoorwaarden zoals technologie en vraag.
Als bijvoorbeeld de technologie van een bepaalde industrie zodanig is dat de gemiddelde productiekost daalt met stijgend productievolume (bijvoorbeeld software), dan evolueert die industrie naar een monopolie of een oligopolie.
De componenten van het structuur-gedrag-prestatiemodel in de industriële organisatie zijn:
- basisvoorwaarden: consumentenvraag, productie, elasticiteit van de vraag, technologie, substituten, basisgoederen, seizoensgebondenheid, vakbonden, groeiritme, duurzaamheid der producten, plaats, groepering van bestellingen, schaalvoordelen, aankoopmethoden, bereikvoordelen
- structuur: aantal kopers en verkopers, toegangsbelemmeringen voor nieuwe firma's, productdifferentiatie, verticale integratie, diversificatie, marktmacht
- gedrag: reclame, onderzoek en ontwikkeling, prijsgedrag, investering in fabrieken, juridische tactieken, productkeuze, samenspel, concentratie
- prestatie: prijs, productie-efficiëntie, allocatieve efficiëntie, kapitaal, productkwaliteit, technische vooruitgang, winst
- overheidsoptreden: regulering, antitrust, toegangsbelemmeringen, belastingen en toelagen, aanmoediging van investeringen, bevordering van werkgelegenheid, macro-economisch beleid

## Marktstructuren
De structuur van de markt kan vaak worden beschreven in termen van de volgende begrippen:
- volmaakte mededinging
- monopolistische mededinging
- oligopolie
- oligopsonie
- monopolie
- monopsonie

Een competitieve marktstructuur levert als prestatie lagere kosten en lagere prijzen.

## Studiegebieden
Industriële organisatie bestudeert de resultaten van dergelijke marktstructuren in omgevingen met
- prijsdiscriminatie
- productdifferentiatie
- duurzame goederen
- ervaringsgoederen
- secundaire markten of tweedehandsmarkten, en de mate waarin die het gedrag van firma's op de primaire markt beïnvloeden
- samenspel (collusie)
- signalen, zoals garanties en advertenties
- concentraties
- intrede en uittrede

Industriële organisatie als studiegebied laat zowel theoretische als praktische benaderingen toe. Het doorgedreven gebruik van speltheorie in de industriële organisatie is later uitgebreid tot andere takken van de micro-economie, bijvoorbeeld gedragseconomie en bedrijfsfinanciën. Industriële organisatie heeft ook een belangrijke weerslag op antitrust-wetgeving en concurrentiebeleid.